# Прохоров, Гелиан Михайлович
Гелиа́н Миха́йлович Про́хоров (20 марта 1936, Ленинград — 1 сентября 2017, Санкт-Петербург) — советский и российский литературовед и филолог, специалист по древнерусской и византийской литературам. Также известен как писатель-богослов. Доктор филологических наук, профессор СПбГУ, главный научный сотрудник Института русской литературы (ИРЛИ). Лауреат Государственной премии Российской Федерации (1993), заслуженный деятель науки Российской Федерации (2008). Автор многих работ.

## Биография
После школы поступил на аэродромно-строительный факультет Военно-воздушной инженерной академии имени А. Ф. Можайского, откуда ушёл в армию.
Окончил исторический факультет ЛГУ с отличием (1965) по кафедре истории средних веков как византинист; учился у Г. Л. Курбатова. В 1968 году окончил аспирантуру ИРЛИ и в том же году защитил кандидатскую диссертацию «Повесть о Митяе-Михаиле и её литературная среда» и был принят на работу туда же как старший научно-технический сотрудник. В 1977 году защитил докторскую диссертацию «Памятники литературы византийско-русского общественного движения эпохи Куликовской битвы». С 1992 года — главный научный сотрудник Отдела древнерусской литературы ИРЛИ. Работу там совмещал с профессорством в вузах Петербурга — в Институте истории СПбГУ, РХГА, ПДА. Член Императорского православного палестинского общества.
Своими главными учителями Г. М. Прохоров называл профессора Л. Н. Гумилёва и академика Д. С. Лихачёва. Рассказывал, что благодаря Гумилёву «нашёл дело своей жизни и обрёл православную веру». Любимым временем учёный называл XIV век, по его словам «золотой век духовности»: «Это и Андрей Рублёв и Дмитрий Прилуцкий, и Сергий Радонежский, и Кирилл Белозерский. Все — вершина святости».
Область исследовательских интересов: древнерусская литература и книжность, славянские переводы с греческого, история русской культуры, исихазм. Автор более 300 научных работ.
Дочь Екатерина погибла в археологической экспедиции; дочь Христина (род. 1972) — художник-иконописец, сын Лев (род. 1996) — предприниматель.
Скончался 1 сентября 2017 года в реанимации Покровской больницы. Перед кончиной священник причастил его Святых Христовых Таин.

## Основные работы
Книги
- Повесть о Митяе. Русь и Византия в эпоху Куликовской битвы. Л., 1978.
- Памятники переводной и русской литературы XIV—XV веков. Л., 1987.
- Святитель Стефан Пермский. СПб., 1995.
- Иоанн Кантакузин. Беседа с папским легатом. Диалог с иудеем и другие сочинения. СПб., 1997.
- Русь и Византия в эпоху Куликовской битвы. Повесть о Митяе / Г. М. Прохоров. — СПб.: Алетейя, 2000. — 480 с. — (Византийская библиотека. Исследования). — 1200 экз. — ISBN 5-89329-244-8.
- Русь и Византия в эпоху Куликовской битвы. Статьи / Г. М. Прохоров. — СПб.: Алетейя, 2000. — 288 с. — (Византийская библиотека. Исследования). — 1200 экз. — ISBN 5-89329-245-6.
- Крестообразность времени, или Пушкинский Дом и около. СПб., 2002.
- Дионисий Ареопагит. Сочинения. Максим Исповедник. Толкования. СПб., 2002.
- Старец-мирянин Федор Степанович Соколов. СПб., 2002.
- Энциклопедия русского игумена XIV—XV вв. № XII. СПб., 2003.
- «Так воссияют праведники…» Византийская литература XIV в. в Древней Руси. СПб., 2009.
- «Некогда не народ, а ныне народ Божий…» Древняя Русь как историко-культурный феномен. СПб., 2010.
- Преподобный Кирилл Белозерский. СПб., 2011
- Древнерусское летописание: Взгляд в неповторимое / Г. М. Прохоров; Институт русской цивилизации. — СПб.: Изд-во Олега Абышко, 2014. — 416 с. — (Исследование русской цивилизации). — 1000 экз. — ISBN 978-5-4261-0065-7.

Участник коллективных трудов:
- Памятники литературы Древней Руси (М., 1978—1994)
- Энциклопедия «Слова о полку Игореве». Т. 1—5 (СПб., 1995)
- Библиотека литературы Древней Руси. Т. 1—20 (СПб., 1997—2020)
- Словарь книжников и книжности Древней Руси : [в 4 вып.] / Рос. акад. наук, Ин-т рус. лит. (Пушкинский Дом); отв. ред. Д. С. Лихачёв [и др.]. — Л. : Наука, 1987—2017.
  - Вып. 2 : Вторая половина XIV—XVI в., ч. 1 : А—К / ред. Д. М. Буланин, Г. М. Прохоров. — 1988. — 516 с. — Библиогр. доп. к ст.: с. 511—512.
  - Вып. 2 : Вторая половина XIV—XVI в., ч. 2 : Л—Я / ред. Д. М. Буланин, Г. М. Прохоров. — 1989. — 528 с. — Библиогр. доп. к ст. (вып. 2, ч. 1—2): с. 519—522. — Указ. имен.: с. 526—528.

Составитель и редактор изданий
- Преподобные Кирилл, Ферапонт и Мартиниан Белозерские (СПб., 1994)
- Преподобные Нил Сорский и Иннокентий Комельский. Сочинения (СПб., 2005)
- Лев Николаевич Гумилев. Письма к матери брата, О. Н. Высотской, другу, В. Н. Абросову, и брату, О. Н. Высотскому (1945-91) (СПб., 2008)
- Нил Сорский. Устав и послания / сост., пер., коммент., вступ. ст. Г. М. Прохорова (М., 2016)
- Лаврентьевская летопись: текст. Перевод. Исследования (СПб., 2017) и др.

Статьи
- За рукописями на Мезень и Вашку // ТОДРЛ. 1964. Т. 20;
- Ещё одно мнение о происхождении «арабских» цифр // ТОДРЛ. Л., 1969. Т. 24;
- Культурное своеобразие эпохи Куликовской битвы // ТОДРЛ. Т. 34: Куликовская битва и подъём нац. самосознания. Л., 1979;
- Глаголица среди миссионерских азбук // ТОДРЛ. СПб., 1992. Т. 45;
- Как я морально победил собаку // Мера. 1993. № 2;
- О дорогих мне людях // СПб. ун-т. 2003. 26 мая;
- Последняя ночь кабинета Лихачева (первая после похорон Панченко) // СПб. ун-т. 2003. 16 окт.;
- Лев Николаевич Гумилев как мыслитель // Наследие Л. Н. Гумилева и современная евразийская интеграция. Астана, 2012.

## Награды
- Государственная премия Российской Федерации (в составе коллектива, за 1993 год) - за серию «Памятники литературы Древней Руси»[4]
- Заслуженный деятель науки Российской Федерации (2008)[5]
- Премия имени С. Ф. Ольденбурга Правительства Санкт-Петербурга (2017) — за значительный вклад в изучение древнерусской литературы[6]